# DVDA
DVDA är ett amerikanskt rockband. Bandet har släppt ett antal låtar, ofta som soundtrack, till exempel: "Now You're a Man" på soundtracket till Orgazmo, "Hot Lava" på albumet Chef Aid och "What would Brian Boitano do? part II" på soundtracket till South Park: Bigger, Longer & Uncut.
Bandet har bland annat gjort musik till sina filmer Orgazmo (1997), Baseketball (1998) och South park: Bigger, Longer & Uncut (1999). De har gjort tre konserter; en som förband åt Ween, en som förband åt Primus och en konsert på Lapdance film festival år 2000. Namnet kommer från en påhittad samlagsställning ("double vaginal, double anal") som nämns i filmen Orgazmo.

## Medlemmar
- Trey Parker – sång, keyboard
- Matt Stone – sång, basgitarr, trummor
- Bruce Howell – gitarr
- D.A. Young – keyboard, bakgrundssång
- Nels Dielman – trummor

## Diskografi
Utgivna låtar (urval)
- "Now You’re a Man" (från Orgazmo (Soundtrack) / South Park, episoden "Big Gay Al's Big Gay Boat Ride") (1997)
- "What Would Brian Boitano Do?" (från South Park: Bigger, Longer & Uncut (Soundtrack) (1999)
- "Timmy and the Lords of the Underworld" / "Timmy Livin' a Lie" (singel) (2000)
- "America, Fuck Yeah" (från Team America: World Police (Soundtrack) (2004)
- "America, Fuck Yeah (Bummer remix)" (Team America: World Police (Soundtrack) (2004)
- "The End of an Act" (Team America: World Police (Soundtrack) (2004)
- "Everyone Has AIDS" (Team America: World Police (Soundtrack) (2004)
- "Freedom isn’t Free" (Team America: World Police (Soundtrack) (2004)
- "North Korean Melody" (Team America: World Police (Soundtrack) (2004)
- "Only a Woman" (Team America: World Police (Soundtrack) (2004)
- "Montage" (South Park, episoden "Asspen" / Team America: World Police (Soundtrack) (2002/2004)
- "Gay Fish" (från South Park, episoden "Fishsticks" - nerladdningsbar) (2009)
- "Jackin' It" (från South Park-episoden "Butterballs") (2012)